# Verband Oberrheinischer Narrenzünfte

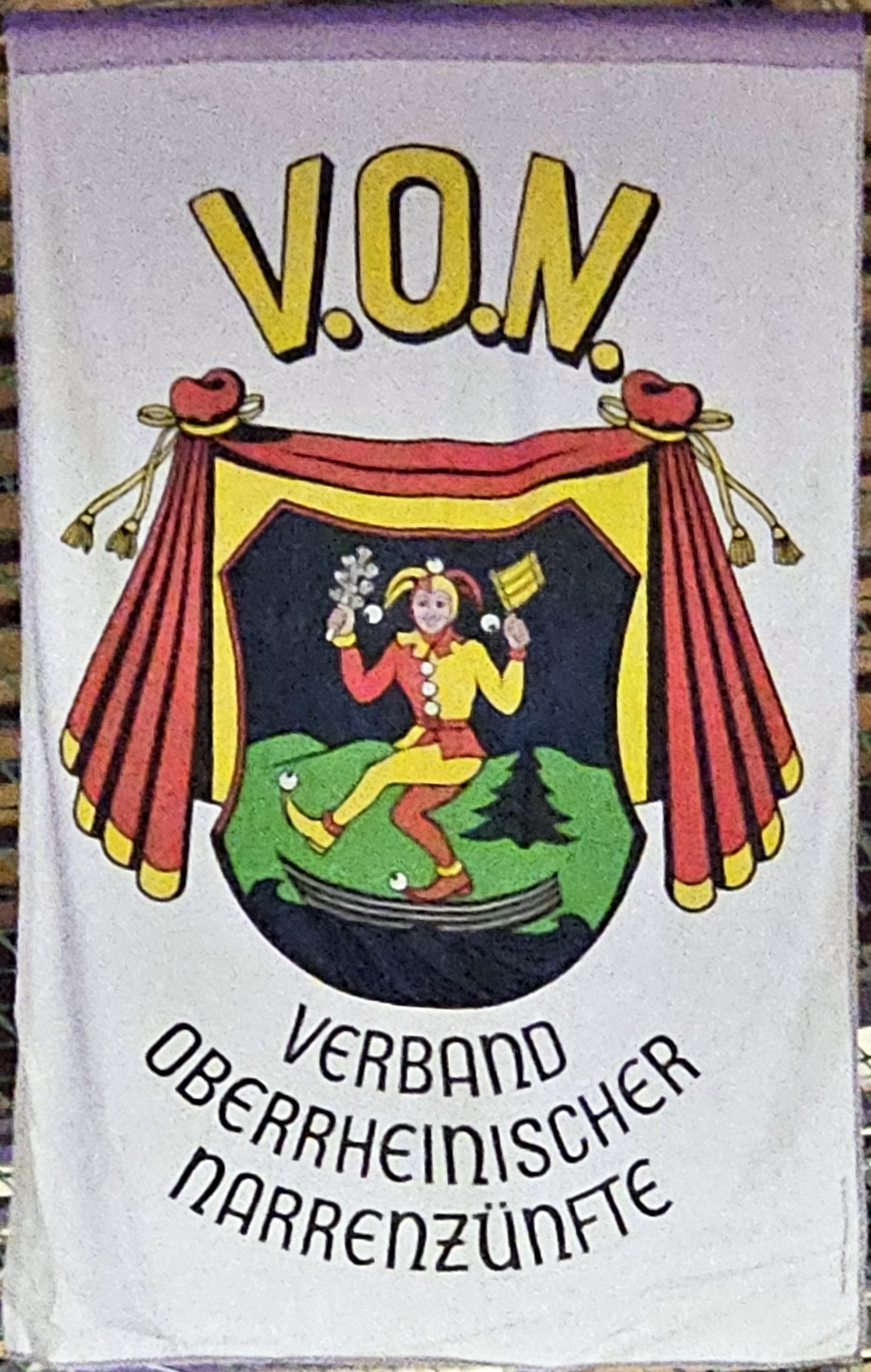
Fahne des V.O.N.

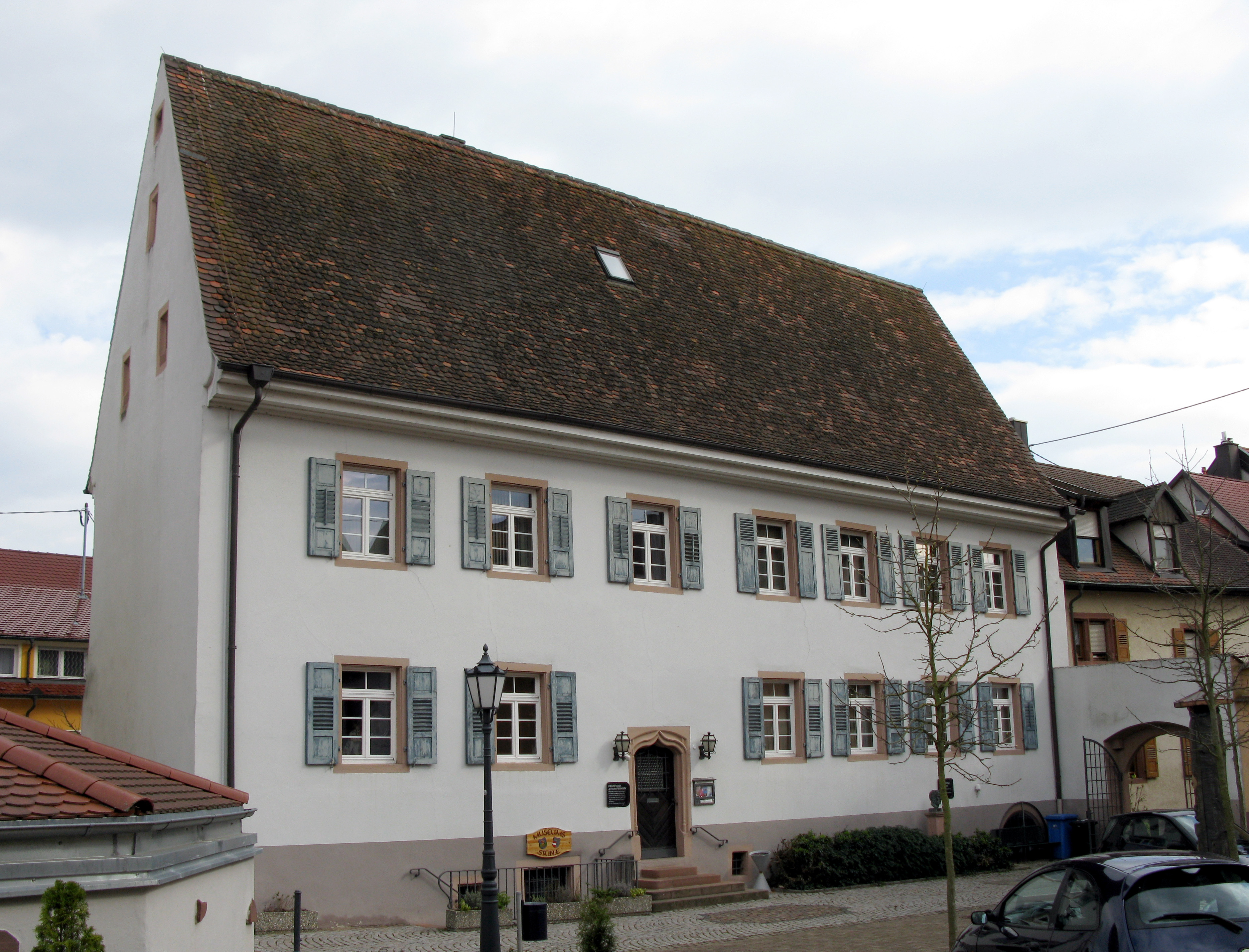
Das Fastnachtsmuseum Oberrheinische Narrenschau in Kenzingen

Der Verband Oberrheinischer Narrenzünfte (V.O.N.) ist ein Verband von Narrenzünften der schwäbisch-alemannischen Fastnacht in Baden und ist nach der VSAN der zweitälteste Verband von Narrenzünften. Er wurde 1937 in den Harmoniesälen in Freiburg gegründet. Von 1948 bis 1954 hieß er Verband badischer Narrenzünfte.

## Aufbau und Tätigkeiten
Die Mitgliederschaft ist – wie die Fastnachtstradition im Verbreitungsgebiet – vielgestaltig und reicht von kleinen dörflichen Narrenzünften mit einer einzelnen Hästrägergruppe bis hin zu städtischen Dachverbänden wie in Emmendingen, Freiburg, Rheinfelden, Hauingen. Schopfheim, Todtnau, Wehr, Weil oder Zell im Wiesental, die ihrerseits viele Narrengruppen und „Cliquen“ umfassen.
Narrenmeister (Präsident) seit 2022: Theo Schindler / Oberwinden, Vizenarrenmeisterin: Gudrun Reiner / Kenzingen.
Der Verband ist in Form eines eingetragenen Vereins organisiert.
Der Verband teilt sein Verbreitungsgebiet in sechs „Vogteien“ ein:
- Ortenau
- Nördlicher Breisgau/Elztal
- Freiburg
- Mittlerer und Südlicher Breisgau
- Hochschwarzwald Albgau
- Dreiländereck (entspricht ungefähr dem Landkreis Lörrach).

Die Vogteien und der Gesamtverband veranstalten regelmäßige Narrentreffen. Die Verbandszeitschrift Oberrheinischer Narrenspiegel erscheint zweimal jährlich.
Der Verband betreibt das 1976 eröffnete Fastnachtsmuseum Oberrheinische Narrenschau in Kenzingen.

## Mitgliedszünfte
| Ort                        | Gemeinde            | Region                           | Zunft                                                                                 | Gründung  | Narrenruf                                               | Figuren | Bildergalerie |
| -------------------------- | ------------------- | -------------------------------- | ------------------------------------------------------------------------------------- | --------- | ------------------------------------------------------- | --- | ------------- |
| Altdorf                    | Ettenheim           | Ortenau                          | Narrenzunft Sendewelle Altdorf                                                        | 1958      |                                                         | - Sendewelle (= gebündeltes Rebreisig) | Commons       |
| Bernau                     | Bernau              | Hochschwarzwald Albgau           | Narrenzunft Der Schniidesl Bernau                                                     | 1968      |                                                         | - Schniidesl | Commons       |
| Biberach                   | Biberach            | Ortenau                          | Narrenzunft Biberach                                                                  | 1948      |                                                         | - Reiherhexe - Biber - Bergwerksgeist | Commons       |
| Binzen                     | Binzen              | Dreiländereck                    | Narrenzunft Binzemer Thonnerknaben                                                    | 1975      |                                                         | - Häx vo Binze - Schdrauchopf - Chirsi | Commons       |
| Bleibach                   | Gutach              | Nördlicher Breisgau/Elztal       | Narrenzunft „Der Silberklopfer“                                                       | 1965      |                                                         | - Silberklopfer - Silber-Lusi | Commons       |
| Bleichheim                 | Herbolzheim         | Nördlicher Breisgau/Elztal       | Narrenzunft „Zynduss“ Bleichheim                                                      | 1965      |                                                         | - Zynduss | Commons       |
| Breisach am Rhein          | Breisach am Rhein   | Mittlerer und Südlicher Breisgau | Narrenzunft Breisach am Rhein                                                         | 1927      |                                                         | - Spättle (Gaukler) - Kläpperle-Bue - Hochstetter Pandur | Commons       |
| Breitnau                   | Breitnau            | Hochschwarzwald Albgau           | Schlappenflicker-Zunft Breitnau                                                       | 1976      |                                                         | - Schlappenflicker | Commons       |
| Burkheim                   | Vogtsburg           | Mittlerer und Südlicher Breisgau | Narrenzunft Burkheimer Schnecke                                                       | 1970      |                                                         | - Schnecke | Commons       |
| Dachsberg                  | Dachsberg           | Hochschwarzwald Albgau           | Narrenzunft Dachsberger Dachse                                                        | 1985      |                                                         | - Dachs |               |
| Denzlingen                 | Denzlingen          | Nördlicher Breisgau/Elztal       | Narrenzunft Welschkorngeister Denzlingen                                              | 1972      |                                                         | - Welschkorngeist (Maisgeist) | Commons       |
| Ebnet                      | Freiburg            | Mittlerer und Südlicher Breisgau | Narrenzunft der Feurigen Salamander Ebnet                                             | 1955      |                                                         | - Feuersalamander | Commons       |
| Emmendingen                | Emmendingen         | Nördlicher Breisgau/Elztal       | Emmendinger Narrengilde                                                               | 1970      | Ajo! (3×)                                               | - Emmendinger Hansele (1938) - Niederemmendinger Brunnenputzer (1973) - Ämädinger Fellteyfel (1983) | Commons       |
| Ettenheim                  | Ettenheim           | Ortenau                          | Narrengesellschaft Hoorig 1847 Ettenheim                                              | 1846/1936 | Narri - Narro Mucke – Datscher Stadt – Latschi u. a.    | - Muckendatscher - Stadtlatschi | Commons       |
| Fahrnau                    | Schopfheim          | Dreiländereck                    | Fasnachtsgesellschaft Fahrnau                                                         | 1962      |                                                         | - Düfzelgeist - Wuhrchnächt - Schiebechnächt - Bättelsack | Commons       |
| Freiburg                   | Freiburg            | Freiburg                         | Breisgauer Narrenzunft Freiburg (Dachverband von Herrenelferrat und 33 Narrenzünften) | 1934      |                                                         | - zahlreiche Narrenfiguren - Zunft der Bächleputzer von 1935 - Blaue Narre 1939 - Friburger Bobbili - Bohrer-Zunft Günterstal - Narrenzunft Zähringer Burgnarren - Zunft der Haslacher Dickköpf - Zunft der Fasnetrufer - Zunft der Feuer-Narre - Zunft der Fuhrleute - Gigili-Geister Freiburg-Munzingen - Narrenzunft Friburger Glunki - Narrenzunft der Freiburger Hexen - Narrenzunft der Unterwiehremer Käsrieber - Narrenzunft Oberwiehremer Kindsköpf - Herdermer Lalli-Zunft 1930 - Miau-Zunft Freiburg - Hochdorfer Mooskrotten - Narrenzunft Mooswaldwiibli - Zunft Friburger Münsterstadt-Narren - Ranzengarde Concordia von 1858 - Reblaus-Zunft Freiburg-St. Georgen - Reitercorps Freiburg - Narrenzunft der Ribblinghieler - Scherbezunft Freiburg - Friburger Schloßberggeister 1979 - Zunft der Schnogedätscher - Sioux-West - Schwarzwälder Tannenzapfen - Zunft der Turmsträßlerinnen - Zunft der Waldseematrosen - Freiburger Westhansele - Narrenzunft Wetterhexen - Narrenzunft der Wühlmäuse | Commons       |
| Friesenheim                | Friesenheim         | Ortenau                          | Friesenheimer Fasent-Zunft                                                            | 1969      |                                                         | - Domino - Rebhexe | Commons       |
| Glottertal                 | Glottertal          | Nördlicher Breisgau/Elztal       | Narrenzunft Glottertäler Triibl                                                       | 1969      |                                                         | - Triibl | Commons       |
| Gottenheim                 | Gottenheim          | Mittlerer und Südlicher Breisgau | Narrenzunft Krutstorze Gottenheim                                                     | 1952      |                                                         | - Krutstorze | Commons       |
| Grafenhausen (Ortenau)     | Kappel-Grafenhausen | Ortenau                          | Hexenzunft Grafenhausen                                                               | 1970      | Hexe – Fäge                                             | - Hexe | Commons       |
| Grafenhausen (Schwarzwald) | Grafenhausen        | Hochschwarzwald Albgau           | Narrenzunft der Galgenvögel Grafenhausen                                              | 1968      |                                                         | - Galgenvogel | Commons       |
| Grenzach                   | Grenzach-Wyhlen     | Dreiländereck                    | Narrenzunft Grenzach                                                                  | 1959      |                                                         | - Dängeligeist - Gumbe-Dabbi - Hexe - Hirschböög - Hornfelsefäger - Rötelstei-Fuchs - Waggis - Zwätschgehuuser | Commons       |
| Griesheim                  | Offenburg           | Ortenau                          | Narrenzunft Griesheim                                                                 | 1973      |                                                         | - Griesheimer Hexe - Knautscher | Commons       |
| Gündlingen                 | Breisach            | Mittlerer und Südlicher Breisgau | Narrenzunft Gündlinger Welschkorneber                                                 | 1979      |                                                         | - Welschkorneber | Commons       |
| Gutach                     | Gutach              | Nördlicher Breisgau/Elztal       | Narrenzunft Johlia vom Vögelestei                                                     | 1925      |                                                         | - Johli | Commons       |
| Hauingen                   | Lörrach             | Dreiländereck                    | Fasnachtsgesellschaft Buurefasnacht Hauingen                                          | 1961      |                                                         | - Bär - Chruttschlämpe - Dalbi - Eulenburg-Hexe - Gasseschliicher - Güngeled-Geischd - Muggedätscher-Waggis - Rappe-Chlapf-Deufel - Storch | Commons       |
| Hausen im Wiesental        | Hausen im Wiesental | Dreiländereck                    | Narrenzunft Hausen                                                                    | 1962      |                                                         | - Schellewercher - Dorfhexe - Irrlicht | Commons       |
| Höchenschwand              | Höchenschwand       | Hochschwarzwald Albgau           | Narrenzunft Tannenzäpfle                                                              | 1958      |                                                         | - Tannenzäpfli | Commons       |
| Niederschopfheim           | Hohberg             | Ortenau                          | Späudizunft Hohberg                                                                   | 1966      |                                                         | - Späudi - Hexe | Commons       |
| Istein                     | Efringen-Kirchen    | Dreiländereck                    | Narrenzunft Isteiner Drübel                                                           | 1953      |                                                         | - Drübel - Drübelbisser - Räbeheftere - Räbbamert - Chüefer | Commons       |
| Kappel                     | Freiburg            | Mittlerer und Südlicher Breisgau | Narrenzunft Schauinsländer Berggeister Kappel                                         | 1960      |                                                         | - Berggeist | Commons       |
| Kenzingen                  | Kenzingen           | Nördlicher Breisgau/Elztal       | Narrenzunft Welle-Bengel 1824 Kenzingen                                               | 1824(?)   | Narri - Narro Welle – Bengel                            | - Welle-Bengel - Fischerbueb - Schnurrwib | Commons       |
| Kirchzarten                | Kirchzarten         | Mittlerer und Südlicher Breisgau | Höllenzunft Kirchzarten                                                               | 1935      |                                                         | - Hexe - Brigitti-Matrose - Contra-Brüder - Schlange | Commons       |
| Kollnau                    | Waldkirch           | Nördlicher Breisgau/Elztal       | Narrenzunft Kollnau 1957                                                              | 1957      |                                                         | - Feuerteufel | Commons       |
| Lahr                       | Lahr                | Ortenau                          | Lahrer Narrenzunft                                                                    | 1983      |                                                         | - Narrenzunft Grusilochzottli (1937) - Korkenzieher (1981) - Narro | Commons       |
| Lenzkirch                  | Lenzkirch           | Hochschwarzwald Albgau           | Narrenzunft Lenzkircher Dengele                                                       | 1949      |                                                         | - Dengele - Heuhopper (Heuschrecke) | Commons       |
| Maulburg                   | Maulburg            | Dreiländereck                    | Narrenzunft Maulburg 1954                                                             | 1954      |                                                         | - Schnure - Baumfrevler | Commons       |
| Menzenschwand              | St. Blasien         | Hochschwarzwald Albgau           | Geissentäler Narrenzunft Menzenschwand                                                | 1963      |                                                         | - Geißentäler - Geißenhirt Brenzinger | Commons       |
| Merdingen                  | Merdingen           | Mittlerer und Südlicher Breisgau | Zwulcher Narrenzunft Merdingen                                                        | 1975      |                                                         | - Zwulcher Hexe - Zwulcher Clown | Commons       |
| Müllheim                   | Müllheim            | Mittlerer und Südlicher Breisgau | Narrenzunft Müllemer Hudeli                                                           | 1958      |                                                         | - Hudeli - Wiiküfer - Eichwaldgeischt | Commons       |
| Münstertal                 | Münstertal          | Mittlerer und Südlicher Breisgau | Narrenzunft der Belchengeister und Chäsliwieber Münstertal                            | 1951      |                                                         | - Belchengeist - Urgeist (3×) - Chäsliwieb | Commons       |
| Neuenburg                  | Neuenburg           | Mittlerer und Südlicher Breisgau | Narrenzunft D’Rhiischnooge Neuenburg                                                  | 1938      |                                                         | - Rhiischnoog (Rheinschnake) | Commons       |
| Neustadt                   | Titisee-Neustadt    | Hochschwarzwald Albgau           | Narrenzunft Neustadt im Schwarzwald 1874                                              | 1874      |                                                         | - Gägs - Gigs - Waldgeist - Wiedewieble | Commons       |
| Niederwinden               | Winden im Elztal    | Nördlicher Breisgau/Elztal       | Narrenzunft Niederwindemer Schindlejokel                                              | 1962      |                                                         | - Schindlejokel | Commons       |
| Nordrach                   | Nordrach            | Ortenau                          | Narrenzunft Nordrach                                                                  | 1974      |                                                         | - Glashansel | Commons       |
| Nordweil                   | Kenzingen           | Nördlicher Breisgau/Elztal       | Bachdatscher Nordweil                                                                 | 1966      |                                                         | - Bachdatscher | Commons       |
| Oberharmersbach            | Oberharmersbach     | Ortenau                          | Bärenzunft Oberharmersbach                                                            | 1973      |                                                         | - Bär - Schindelmocher | Commons       |
| Oberhausen                 | Rheinhausen         | Ortenau                          | Narrenzunft Rheinwaldhexen Oberhausen 1953                                            | 1953      |                                                         | - Rheinwaldhexe - Flekuari | Commons       |
| Oberkirch                  | Oberkirch           | Ortenau                          | Narrenzunft Oberkirch                                                                 | 1938      | Hoorig - isch die Katz! (3x)                            | - Schnurri - Schlappgrete | Commons       |
| Oberried                   | Oberried            | Mittlerer und Südlicher Breisgau | Narrengilde Oberried 1949                                                             | 1949      |                                                         | - Krüzsteinschreck | Commons       |
| Oberwinden                 | Winden im Elztal    | Nördlicher Breisgau/Elztal       | Narrenzunft D’r Oberwindemer Spitzbue                                                 | 1954      | Ritscham-Bo – Ritscham-Bo – d’r Spitzbue isch jetzt do! | - Spitzbue | Commons       |
| Ohlsbach                   | Ohlsbach            | Ortenau                          | Narrenzunft Umbeisen und Hexen Ohlsbach                                               | 1975      |                                                         | - Umbeise (Ameise) - Feuer-Hexe | Commons       |
| Oppenau                    | Oppenau             | Ortenau                          | Narrenzunft Oppenauer Schlappgret                                                     | 1961      |                                                         | - Schlappgret - Pfifferli - Moosgeist | Commons       |
| Ortenberg                  | Ortenberg           | Ortenau                          | Dingeli-Spättle-Zunft                                                                 | 1965      |                                                         | - Dingeli-Spättle - Geißbock - Nachtwächter | Commons       |
| Reichenbach                | Lahr                | Ortenau                          | Fasentzunft „Die Schergässler“ Reichenbach                                            | 1957      | Scher – Gässler (3×)                                    | - Schergässler | Commons       |
| Rheinfelden                | Rheinfelden         | Dreiländereck                    | Narrenzunft Rheinfelden/Baden                                                         | 1937      |                                                         | 28 Cliquen mit zahlreichen Figuren, darunter: - Latschari - Chrutchopf - Höllhooge (Teufel) mit Hexe - Frosch - Mohr - Dinkelberg-Schrat - Klingentalwichtel - Gambrinus-Wybli - Berggeist - Fleckli-Hänsele - Flyburg-Hexe - Dinkelberg-Hexe - Wasserfall-Dämon | Commons       |
| Ringsheim                  | Ringsheim           | Ortenau                          | Narrenzunft Rämässer                                                                  | 1954      |                                                         | - Rämässer - Rebwieb/Rebmann | Commons       |
| Rüßwihl                    | Görwihl             | Hochschwarzwald Albgau           | Narrenzunft Rüßwihler Chrutschlämpe                                                   | 1974      |                                                         | - Chrutschlämpe | Commons       |
| Rust                       | Rust                | Ortenau                          | Narrenzunft Hanfrözi Rust                                                             | 1954      |                                                         | - Rözi-Hansele | Commons       |
| St. Blasien                | St. Blasien         | Hochschwarzwald Albgau           | Narrenzunft „Der Gaudi-Hans“ St. Blasien                                              | 1957      |                                                         | - Gaudihans - Marie | Commons       |
| Schluchsee                 | Schluchsee          | Hochschwarzwald Albgau           | Narrenzunft Schluchseeglunki 1962                                                     | 1962      |                                                         | - Schluchseeglunki - Schluchseewiebli | Commons       |
| Schönau                    | Schönau             | Dreiländereck                    | Narrenzunft Schönau                                                                   | 1972      |                                                         | - Bechtle-Zapfe - Hexe - Schellenteufel - Flößer - Pfiifechopf - Webstübler - Sunnebächlimüller | Commons       |
| Schonach                   | Schonach            | Nördlicher Breisgau/Elztal       | Narrenzunft Schonach                                                                  | 1934      |                                                         | - Geißenmeckerer - Geißenmagd - Heidnischer Jäger - Zunfthexe (2×) | Commons       |
| Schopfheim                 | Schopfheim          | Dreiländereck                    | Narrenzunft Schopfheim Aruba 1935                                                     | 1935      | Schopfe Aruba!                                          | - Fuchs - Dreschflegler und Aumännli - Sternengucker und Maibäbi - Feger und Waggis - Hexe und Teufel - Schlatthölzer - Enninger, Dämon und Winterdämon - Wildes Wiib | Commons       |
| Schuttern                  | Friesenheim         | Ortenau                          | Narrenzunft „Kruttstumpe“ Schuttern                                                   | 1953      |                                                         | - Kruttstumpe - Krutthexe - Schlüchhexe | Commons       |
| Schutterwald               | Schutterwald        | Ortenau                          | Pflumedrucker Narrenzunft Schutterwald                                                | 1954      |                                                         | - Pflumedrucker-Spättle | Commons       |
| Seelbach                   | Seelbach            | Ortenau                          | Eulenzunft Seelbach                                                                   | 1967      | Narri – Narro                                           | - Eule - Schägenesthexe - Zopfwiebli - Karbatschenschneller - Geheimrat Dr. Schmidt | Commons       |
| Staufen                    | Staufen             | Mittlerer und Südlicher Breisgau | Schelmenzunft Staufen                                                                 | 1927      |                                                         | - Schelm - Mittwocher - Schnurrewieb | Commons       |
| Stegen                     | Stegen              | Mittlerer und Südlicher Breisgau | Zunft der Waldgeister Stegen                                                          | 1983      |                                                         | - Waldgeist | Commons       |
| Steinach                   | Steinach            | Ortenau                          | Narrenzunft Steinach                                                                  | 1950      |                                                         | - Fledermaus - Steinhansele | Commons       |
| Steinen-Höllstein          | Steinen             | Dreiländereck                    | Narrenzunft Steinen-Höllstein 1987                                                    | 1987      |                                                         | - Schnudernase - Frosche - Häfnetgeist | Commons       |
| Suggental                  | Waldkirch           | Nördlicher Breisgau/Elztal       | Narrenzunft Suggental ’s Schreckli                                                    | 1976      |                                                         | - Schreckli | Commons       |
| Titisee                    | Titisee-Neustadt    | Hochschwarzwald Albgau           | Zunft der Seeräuber Titisee                                                           | 1955      | Narri – Narro                                           | - Pirat - Seenixe - Seeräuber - Seegeist - Seemerwiib | Commons       |
| Todtnau                    | Todtnau             | Dreiländereck                    | Todtnauer Narrenzunft 1860                                                            | 1903/1959 |                                                         | - Schatzgräber - Zundelmacher - Bürschdebinder - Zapfemännli - Blätzlinarr - Dahlauer - Dannegeischd - Beeriwieb - Dilldapp - Dichelbohrer - Gletschergeist - Chrüdderwieble - Tannengeis - Rabefelseschlurbi | Commons       |
| Wehr                       | Wehr                | Dreiländereck                    | Narrenzunft 1874 Wehr                                                                 | 1874      |                                                         | - Hexe - Frosch - Flämmli - Bär - Geist - Dröschflegel - Leisechlimmer - Lus-Chaib - Maroni - Blitzgi-Schrätteli | Commons       |
| Weil am Rhein              | Weil am Rhein       | Dreiländereck                    | Interessengemeinschaft Weiler Straßenfasnacht                                         | 1957/1999 |                                                         | 21 Cliquen mit zahlreichen Figuren, darunter: - Rhy-Waggis - Zipfel - Wiler Hexe - Rhy-Deufel - Bärebrummer - Mooswaldsiech - Wöschbachwyb - Gränz-Pfluderi-Waggis - Schlössliwächter - Altwiiler Räbbuur - Glunggi - Wiler Schrätteli - Hölle-Waggis - Deufelswiib | Commons       |
| Windschläg                 | Offenburg           | Ortenau                          | Kleeburger Narrenzunft                                                                | 1964      |                                                         | - Kleebollen - Hexe | Commons       |
| Wyhlen                     | Grenzach-Wyhlen     | Dreiländereck                    | Narrenzunft Rolli-Dudel Wyhlen                                                        | 1959      |                                                         | - Bär - Buchsgeist - Dunnerloch-Zotteli - Grienloch-Ruäche - Mühliraideufel - Nasenrümpfer und Hexe - Rolli-Dudel-Schränzer - Ruschbach-Dämon - Waggis | Commons       |
| Zell im Wiesental          | Zell im Wiesental   | Dreiländereck                    | Fastnachtsgesellschaft Zell i. W.                                                     | 1927      | Ta – Hü (3×)                                            | - Hürus - Schrätteli - Märtwiib - Wellemacher - Möhregeist - Schönebuechelotzi - Ankewiib - Zeller-Alti - Beeriwiib - Seiler - Zweidotter - Wäschwiib - Fuhrmann - Füürigi-Marcher - Chäsbohrer | Commons       |
| Zunsweier                  | Offenburg           | Ortenau                          | Narrenzunft Buhneschäfe Zunsweier                                                     | 1949      |                                                         | - Buhneschäfe-Spättle - Hexe vom Silbereck | Commons       |

Einzelfiguren werden in der Tabelle kursiv dargestellt. Einige Zünfte weisen über die genannten Figuren hinaus Zunftfiguren wie Narreneltern, Narrenbüttel, Fasentausrufer sowie Zunfträte/Elferräte, Tanzgruppen, Theatergruppen, Fanfarenzüge, Guggenmusiken, Narrenkapellen und andere Musikgruppen auf.
Die angegebenen Gründungsjahre beziehen sich auf die Gründung des heutigen Vereins. Oft sind einzelne Narrengruppen älter oder jünger als der Verein.